# FC Barcelona 2–8 FC Bayern Munich
Trận đấu tứ kết UEFA Champions League 2019-20 giữa Barcelona và Bayern Munich được diễn ra vào ngày 14 tháng 8 năm 2020 tại Sân vận động Ánh sáng ở Lisbon, Bồ Đào Nha. Bayern Munich giành chiến thắng 8–2 trên hành trình chinh phục chức vô địch của giải đấu, trở thành thất bại nặng nề nhất của Barcelona kể từ năm 1951 khi họ thua 6–0 trước Espanyol tại La Liga 1950-51. Đây cũng là lần đầu tiên họ để thủng lưới 8 bàn trong một trận đấu kể từ năm 1946, khi họ thua 8–0 trước Sevilla ở Cúp Nhà vua Tây Ban Nha 1946.

## Bối cảnh

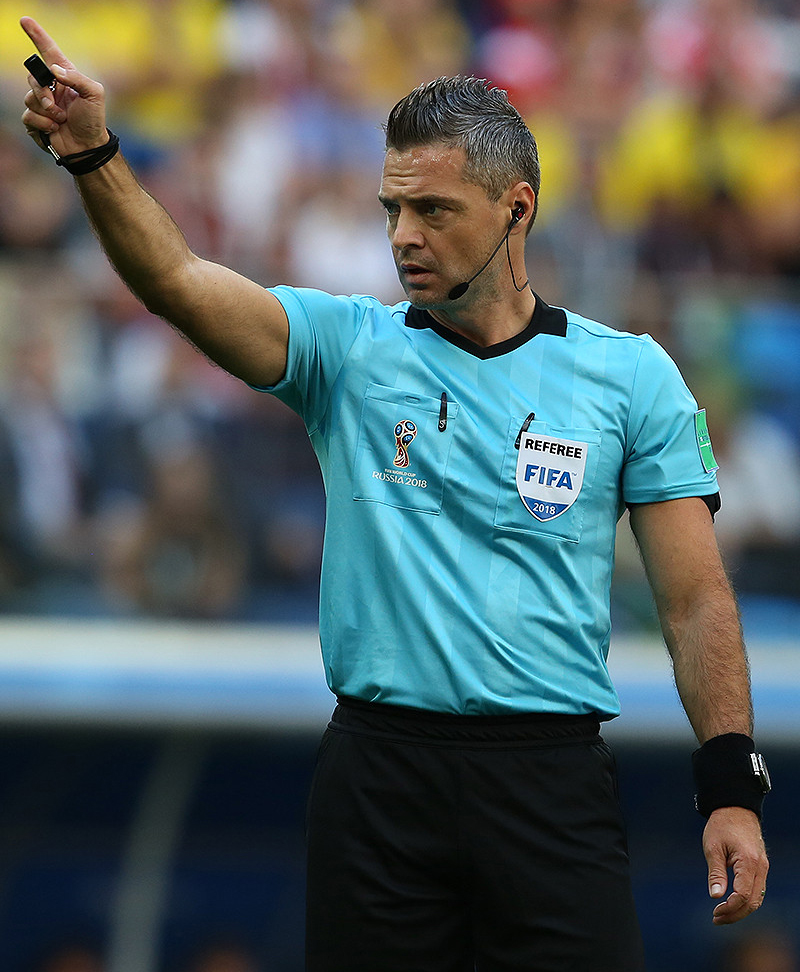
Trọng tài người Slovenia Damir Skomina điều khiển trận đấu.

Ở vòng bảng UEFA Champions League 1998-99, Bayern đánh bại Barca ở cả hai trận đấu, trên đường để hướng đến trận chung kết được tổ chức tại Camp Nou nơi họ thua trước Manchester United, để cho United hoàn tất cú ăn ba lục địa (Manchester United cũng ở cùng bảng đấu, hòa tất cả các trận đấu của họ trước Bayern và Barca).
Bayern và Barca đã gặp nhau ở 4 cặp đấu loại trực tiếp kể từ UEFA Champions League 2008-09, ghi được 26 bàn trước trận đấu này. Điều thú vị là mỗi lần đội chiến thắng của cặp đấu loại trực tiếp Bayern-Barca không những chỉ vô địch UEFA Champions League, mà còn hoàn tất cú ăn ba lục địa, điều đã xảy ra vào năm 2009, 2013, 2015, và 2020. Thomas Müller của Bayern là cầu thủ dự bị vào năm 2009, nhưng ra sân từ đầu ở tất cả các trận đấu Bayern-Barca sau đó.
Barcelona thắng với tổng tỷ số 5–1 ở vòng tứ kết UEFA Champions League 2008-09. Barca thắng 4–0 tại Camp Nou ở trận lượt đi, với tất cả bàn thắng được ghi ở hiệp một, khiến cho chủ tịch Bayern Munich Franz Beckenbauer nhận xét "Những gì tôi thấy trong hiệp một, chắc chắn là thứ bóng đá tồi tệ nhất trong lịch sử của Bayern". Huấn luyện viên Barca Pep Guardiola bị đuổi khỏi sân ở trận lượt đi vì phản đối chiếc thẻ vàng dành cho Lionel Messi, và phải xem trận lượt về từ khán đài. Thất bại này cùng với trận thua 5–1 trước đó trong trận đấu Bundesliga đã dẫn đến việc sa thải huấn luyện viên Bayern Jürgen Klinsmann.
Vòng bán kết của mùa giải 2012-13 chứng kiến Arjen Robben và Thomas Müller truyền cảm hứng cho Bayern đến chiến thắng với tổng tỷ số 7–0, bao gồm chiến thắng 3–0 tại Camp Nou mà cho đến nay, là thất bại sân nhà cuối cùng của Barcelona ở đấu trường châu Âu.
Vòng bán kết của mùa giải 2014-15 chứng kiến Lionel Messi và Neymar là những cầu thủ chủ chốt trong chiến thắng với tổng tỷ số 5–3 trước Bayern, chiến thắng 3–0 ở Camp Nou và sau đó là thất bại 3–2 tại Allianz Arena. Huấn luyện viên Bayern tại thời điểm đó là Pep Guardiola, người mà trước đó đã dẫn dắt Barca từ 2008 đến 2012, bao gồm trận tứ kết Champions League 2008-09 trước Bayern.

## Đường đến cuộc đối đầu tứ kết
Cả hai đội lọt vào vòng đấu loại trực tiếp với tư cách đội đứng đầu của các bảng đấu của họ. Barcelona chạm trán Borussia Dortmund, Inter Milan và Slavia Prague, trong khi Bayern, đối đầu Tottenham Hotspur, Olympiacos và Red Star Belgrade đã toàn thắng sáu trận đấu của vòng bảng, bao gồm chiến thắng đậm 7–2 tại Sân vận động Tottenham Hotspur, ghi 24 bàn và chỉ thủng lưới 5 bàn. Barcelona gặp Napoli ở vòng 16 đội và thắng với tổng tỷ số 4–2, trong khi Bayern Munich đánh bại Chelsea với tổng tỷ số 7–1, với các trận lượt về của cả hai đội được diễn ra đằng sau những cánh cửa đóng do tác động của đại dịch COVID-19.

## Thông tin trận đấu

### Tóm tắt

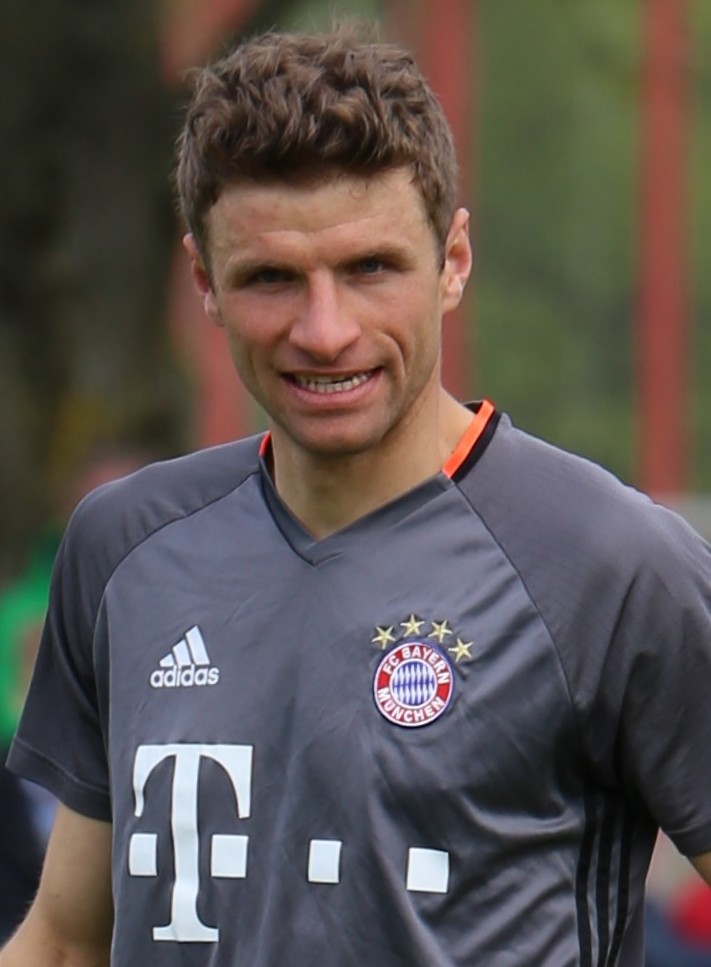
Thomas Müller giành giải thưởng Cầu thủ xuất sắc nhất trận đấu.

Trận đấu được diễn ra vào ngày 14 tháng 8 năm 2020 tại Sân vận động Ánh sáng ở Lisbon, Bồ Đào Nha, theo thể thức đấu một trận loại trực tiếp, sau quyết định của UEFA vể việc hoàn thành mùa giải UEFA Champions League 2019-20 và UEFA Europa League 2019-20 đã bị tạm dừng kể từ tháng 3 do đại dịch COVID-19, tại các địa điểm trung lập. Trong 10 phút đầu tiên, Thomas Müller đưa Bayern Munich dẫn trước sau pha phối hợp một-hai với Robert Lewandowski. David Alaba chệnh hướng đường căng ngang từ Jordi Alba vào lưới nhà chỉ ít lâu sau để san bằng tỷ số, trước khi chính Barcelona bỏ lỡ hai cơ hội. Luis Suárez bị từ chối bởi Manuel Neuer và Lionel Messi trúng cột dọc với cú sút cuộn cắt ngang. Những phút sau chứng kiến Barcelona mất kiểm soát trận đấu, khi Ivan Perišić nã vào lưới cú sút bị chệch hướng ở phút thứ 21 cho Bayern, nhận được từ đường chuyền của Serge Gnabry, sau pha chuyền bóng lỗi từ Sergi Roberto. Chính Gnabry ghi bàn với cú sút từ đường chuyền chọc khe của Leon Goretzka ở phút thứ 27, và Müller nhanh chóng ghi bàn thứ tư 4 phút sau từ đường căng ngang của Joshua Kimmich.
Ở phút thứ 57, pha xoay người và dứt điểm gọn gàng từ giữa vòng cấm vào góc dưới bên phải khung thành bởi Suárez mang lại cho đội bóng Tây Ban Nha một chút tia hy vọng, nhưng điều đó tỏ ra quá muộn, khi cú dứt điểm bằng chân của Kimmich ở phút thứ 63, theo sau pha chuyền bóng của Alphonso Davies - người đã đánh bại người theo kèm của anh, Nélson Semedo, ở rìa vòng cấm - nâng tỷ số lên 5–2 cho đội bóng Đức. Bayern ghi ba bàn ở 10 phút cuối trận khi tiền đạo đang có phong độ cao Lewandowski, người đã im tiếng phần lớn trận đấu, đánh đầu ghi bàn thứ 14 của anh ở giải đấu từ đường căng ngang của Philippe Coutinho ở phút thứ 82. Coutinho, người đang cho mượn đến Bayern từ Barcelona, ghi hai bàn cuối cùng của trận đấu. Ở bàn thắng đầu tiên, anh có cú sút chân phải từ giữa vòng cấm vào góc dưới bên trái khung thành từ đường chuyền của Müller ở phút thứ 85, sau đó là cú sút chân trái từ cự ly rất gần vào góc dưới bên trái khung thành từ đường chuyền đánh đầu của cầu thủ dự bị Lucas Hernandez ở phút thứ 89 để gây nên thất bại tồi tệ nhất của Barcelona trong 69 năm.

### Chi tiết
| Barcelona                      | 2–8      | Bayern Munich                                                                                   |
| ------------------------------ | -------- | ----------------------------------------------------------------------------------------------- |
| - Alaba 7' (l.n.) - Suárez 57' | Chi tiết | - Müller 4', 31' - Perišić 22' - Gnabry 27' - Kimmich 63' - Lewandowski 82' - Coutinho 85', 89' |

| Barcelona | Bayern Munich |

| GK               | 1  | Marc-André ter Stegen |       |     |
| RB               | 2  | Nélson Semedo         |       |     |
| CB               | 3  | Gerard Piqué          |       |     |
| CB               | 15 | Clément Lenglet       |       |     |
| LB               | 18 | Jordi Alba            | 58'   |     |
| CM               | 20 | Sergi Roberto         |       | 46' |
| CM               | 5  | Sergio Busquets       |       | 70' |
| CM               | 21 | Frenkie de Jong       |       |     |
| AM               | 22 | Arturo Vidal          | 90+2' |     |
| CF               | 10 | Lionel Messi (c)      |       |     |
| CF               | 9  | Luis Suárez           | 54'   |     |
| Dự bị:           |    |                       |       |     |
| GK               | 13 | Neto                  |       |     |
| GK               | 26 | Iñaki Peña            |       |     |
| DF               | 24 | Junior Firpo          |       |     |
| DF               | 33 | Ronald Araújo         |       |     |
| DF               | 44 | Óscar Mingueza        |       |     |
| MF               | 4  | Ivan Rakitić          |       |     |
| MF               | 28 | Riqui Puig            |       |     |
| MF               | 42 | Monchu                |       |     |
| MF               | 46 | Ludovit Reis          |       |     |
| FW               | 11 | Ousmane Dembélé       |       |     |
| FW               | 17 | Antoine Griezmann     |       | 46' |
| FW               | 31 | Ansu Fati             |       | 70' |
| Huấn luyện viên: |    |                       |       |     |
| Quique Setién    |    |                       |       |     |

| GK                | 1  | Manuel Neuer (c)     |     |     |
| RB                | 32 | Joshua Kimmich       | 85' |     |
| CB                | 17 | Jérôme Boateng       | 43' | 76' |
| CB                | 27 | David Alaba          |     |     |
| LB                | 19 | Alphonso Davies      | 52' | 83' |
| CM                | 18 | Leon Goretzka        |     | 83' |
| CM                | 6  | Thiago               |     |     |
| RW                | 22 | Serge Gnabry         |     | 76' |
| AM                | 25 | Thomas Müller        |     |     |
| LW                | 14 | Ivan Perišić         |     | 67' |
| CF                | 9  | Robert Lewandowski   |     |     |
| Dự bị:            |    |                      |     |     |
| GK                | 26 | Sven Ulreich         |     |     |
| GK                | 39 | Ron-Thorben Hoffmann |     |     |
| DF                | 2  | Álvaro Odriozola     |     |     |
| DF                | 4  | Niklas Süle          |     | 76' |
| DF                | 21 | Lucas Hernandez      |     | 83' |
| MF                | 8  | Javi Martínez        |     |     |
| MF                | 10 | Philippe Coutinho    |     | 76' |
| MF                | 11 | Michaël Cuisance     |     |     |
| MF                | 24 | Corentin Tolisso     |     | 83' |
| MF                | 42 | Jamal Musiala        |     |     |
| FW                | 29 | Kingsley Coman       |     | 67' |
| FW                | 35 | Joshua Zirkzee       |     |     |
| Huấn luyện viên:  |    |                      |     |     |
| Hans-Dieter Flick |    |                      |     |     |

| Cầu thủ xuất sắc nhất trận đấu: Thomas Müller (Bayern Munich) Trợ lý trọng tài: Jure Praprotnik (Slovenia) Robert Vukan (Slovenia) Trọng tài thứ tư: Artur Soares Dias (Bồ Đào Nha) Trợ lý trọng tài video: Massimiliano Irrati (Ý) Trợ lý tổ trợ lý trọng tài video: Marco Guida (Ý) | Luật trận đấu - 90 phút thi đấu chính thức - 30 phút hiệp phụ nếu tỉ số hoà sau thời gian thi đấu chính thức - Loạt sút luân lưu nếu tỉ số vẫn hoà sau 30 phút hiệp phụ - Mỗi đội có 12 cầu thủ dự bị - Mỗi đội có quyền thay tối đa 5 cầu thủ, với cầu thủ thứ sáu được phép thay ở hiệp phụ |

### Thống kê
| Thống kê           | Barcelona | Bayern Munich |
| ------------------ | --------- | ------------- |
| Bàn thắng ghi được | 1         | 4             |
| Tổng cú sút        | 4         | 14            |
| Cú sút trúng đích  | 3         | 7             |
| Cứu thua           | 3         | 3             |
| Kiểm soát bóng     | 52%       | 48%           |
| Phạt góc           | 4         | 6             |
| Phạm lỗi           | 3         | 12            |
| Việt vị            | 2         | 1             |
| Thẻ vàng           | 0         | 1             |
| Thẻ đỏ             | 0         | 0             |

| Thống kê           | Barcelona | Bayern Munich |
| ------------------ | --------- | ------------- |
| Bàn thắng ghi được | 1         | 4             |
| Tổng cú sút        | 3         | 12            |
| Cú sút trúng đích  | 2         | 6             |
| Cứu thua           | 2         | 1             |
| Kiểm soát bóng     | 47%       | 53%           |
| Phạt góc           | 2         | 3             |
| Phạm lỗi           | 10        | 10            |
| Việt vị            | 2         | 1             |
| Thẻ vàng           | 3         | 2             |
| Thẻ đỏ             | 0         | 0             |

| Thống kê           | Barcelona | Bayern Munich |
| ------------------ | --------- | ------------- |
| Bàn thắng ghi được | 2         | 8             |
| Tổng cú sút        | 7         | 26            |
| Cú sút trúng đích  | 5         | 13            |
| Cứu thua           | 5         | 4             |
| Kiểm soát bóng     | 49%       | 51%           |
| Phạt góc           | 6         | 9             |
| Phạm lỗi           | 13        | 22            |
| Việt vị            | 4         | 2             |
| Thẻ vàng           | 3         | 3             |
| Thẻ đỏ             | 0         | 0             |

## Sau trận đấu
Barcelona hứng chịu trận thua nặng nề nhất của họ trong 69 năm, đây là lần đầu tiên họ thủng lưới nhiều hơn 5 bàn trong một trận đấu UEFA Champions League, và là trận thua đậm nhất của họ kể từ thất bại 8–0 trước Sevilla vào năm 1946. Bayern Munich, ở chiều ngược lại, tiếp tục chuỗi trận toàn thắng câc trận đấu UEFA Champions League họ đã chơi ở mùa giải và chung cuộc vô địch giải đấu. 8 bàn thắng Bayern Munich ghi được là số bàn thắng nhiều nhất một đội bóng ghi được trong một trận đấu loại trực tiếp Cúp C1 châu Âu kể từ khi Real Madrid đánh bại FC Swarovski Tirol 9–1 ở cặp đấu vòng 16 đội vào mùa giải 1990-91.
Tiền đạo Bayern Robert Lewandowski trở thành cầu thủ đầu tiên ghi bàn trong tám trận đấu UEFA Champions League liên tiếp trở lên kể từ Cristiano Ronaldo vào tháng 4 năm 2018 (11 trận), trong khi huấn luyện viên của Bayern Hans-Dieter Flick trở thành huấn luyện viên thứ ba trong lịch sử Champions League giành chiến thắng 6 trận đấu đầu tiên của ông khi cầm quyền, sau Fabio Capello vào mùa giải 1992-93 và Luis Fernández vào mùa giải 1994-95.
Trận đấu cũng được so sánh với trận bán kết FIFA World Cup 2014 giữa Brazil và Đức khi Thomas Müller mở tỷ số trong trận đấu với Brazil 7–1, mà Jérôme Boateng và Manuel Neuer cũng góp mặt. Flick cũng là trợ lý huấn luyện viên của Đức trong cùng trận đấu.
Hậu vệ Barcelona Gerard Piqué tuyên bố rằng câu lạc bộ cần thay đổi cấu trúc ở tất cả các cấp độ, trong khi chủ tịch câu lạc bộ Josep Maria Bartomeu mô tả nó như là một "thảm họa". Ba ngày sau trận đấu, Barcelona đã sa thải huấn luyện viên Quique Setién. Ngày hôm sau, giám đốc bóng đá của câu lạc bộ, Eric Abidal, theo bước ông. Setién được thay thế vào ngày 19 tháng 8 bởi Ronald Koeman, người đã thi đấu cho câu lạc bộ từ năm 1989 đến năm 1995 và là trợ lý huấn luyện viên của họ dưới thời Louis van Gaal từ năm 1998 đến năm 2000. Một phần vì thất bại nặng nề này, đội trưởng Barcelona Lionel Messi đã chính thức bày tỏ nguyện vọng rời câu lạc bộ.
Bayern Munich đã giành được chức vô địch thứ sáu của họ ở giải đấu và là cú ăn ba lục địa thứ hai của họ, sau chiến thắng 1–0 trước Paris Saint-Germain trong trận chung kết.